# Justus Osterman (ingenjör)
Tell Justus Osterman, född den 22 mars 1912 i Karlstad, död den 30 mars 1964 i Stockholm, var en svensk ingenjör och ämbetsman. Han var brorson till Oscar Osterman.
Osterman avlade civilingenjörsexamen vid Kungliga tekniska högskolan 1936. Han blev biträdande ingenjör vid Väg- och vattenbyggnadsstyrelsen 1936, vägingenjörassistent i Växjö 1937, ingenjör vid Lotsstyrelsen 1938, ingenjör vid Väg- och vattenbyggnadsstyrelsen 1939, konstruktionschef vid Göteborgs hamn 1951 och överinspektör vid Väg- och vattenbyggnadsstyrelsen 1953. Osterman utnämndes till professor vid Chalmers tekniska högskola 1956, men tillträdde aldrig professuren. Han kvarstannade som överingenjör och chef för Statens geotekniska institut, vilket han blivit 1955, och blev överdirektör där 1961. Osterman publicerade uppsatser i byggnadstekniska ämnen. Han invaldes som ledamot av Ingenjörsvetenskapsakademien 1962. Osterman blev riddare av Nordstjärneorden 1958 och kommendör av samma orden 1962. Han vilar på Norra begravningsplatsen utanför Stockholm.